# Liste des routes nationales du Niger
Cet article liste les routes nationales au Niger.

## Liste
| N°   | Parcours | Longueur (km) | Régions | Régions | Régions | Régions | Régions | Régions | Régions | Régions |
| N°   | Parcours | Longueur (km) | NY      | AZ      | DA      | DO      | MI      | TA      | TI      | ZR      |
| ---- | --- | ------------- | ------- | ------- | ------- | ------- | ------- | ------- | ------- | ------- |

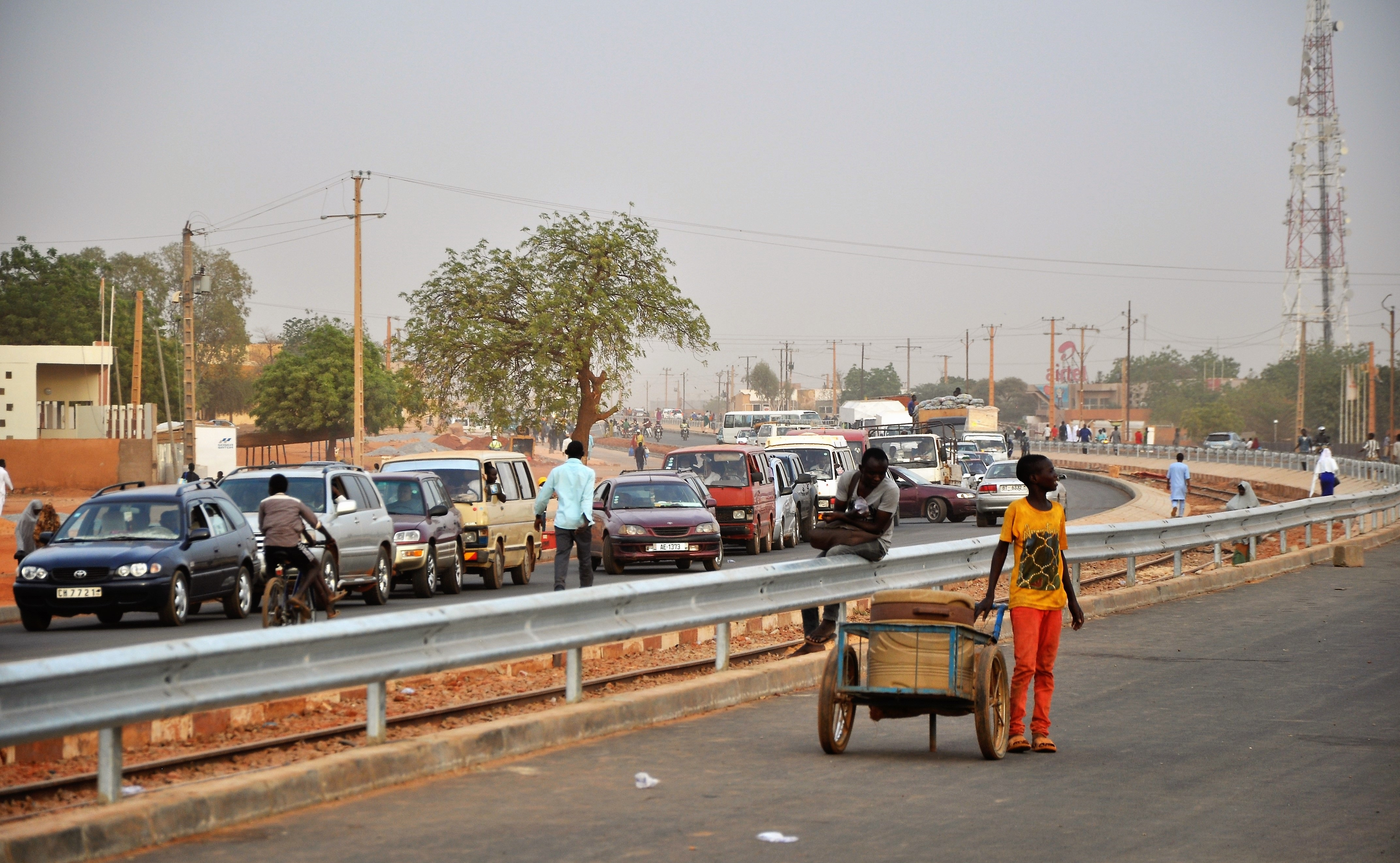
La route nationale 1 à Niamey en 2019.

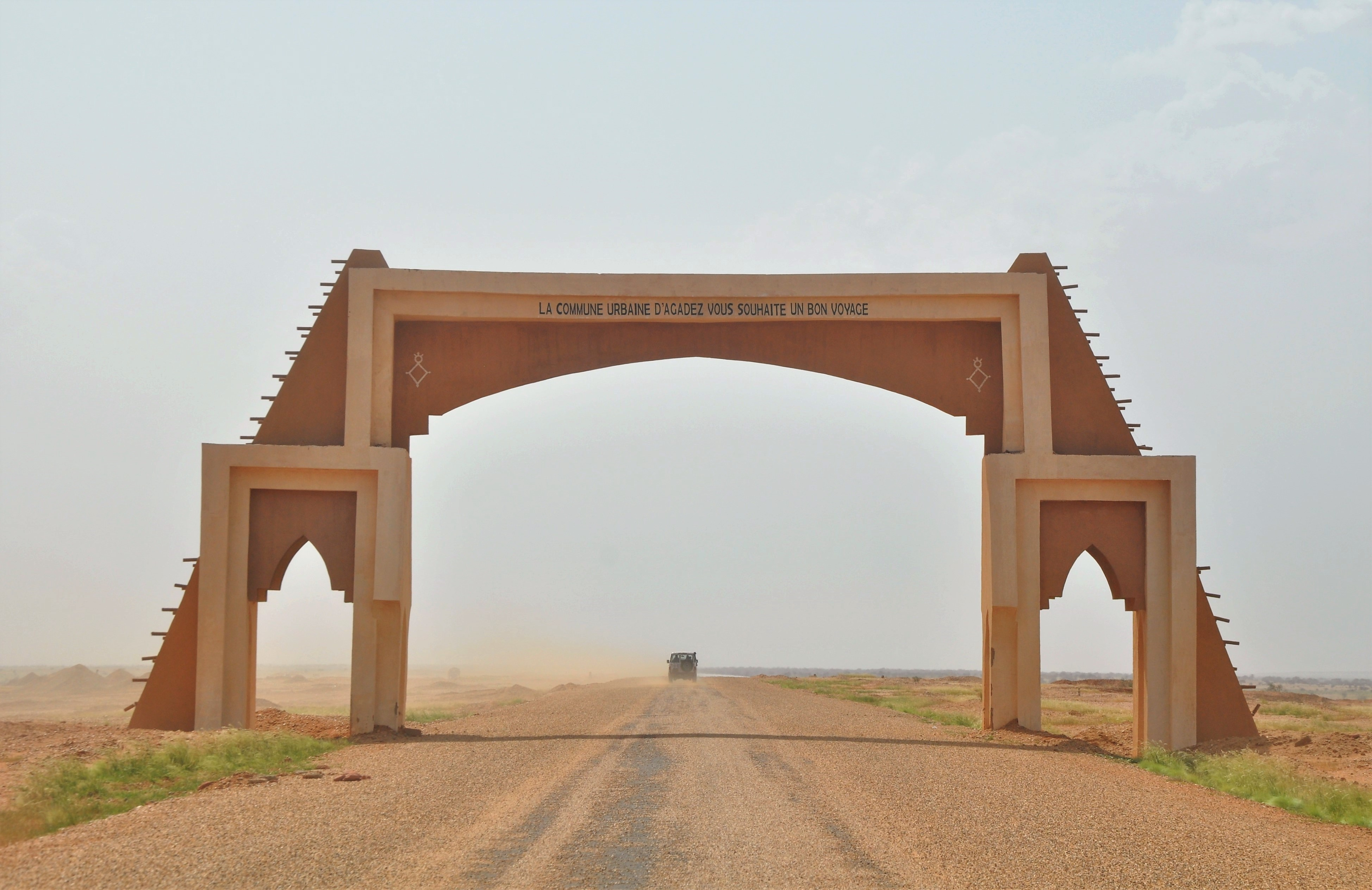
La route nationale 25 à Agadez.

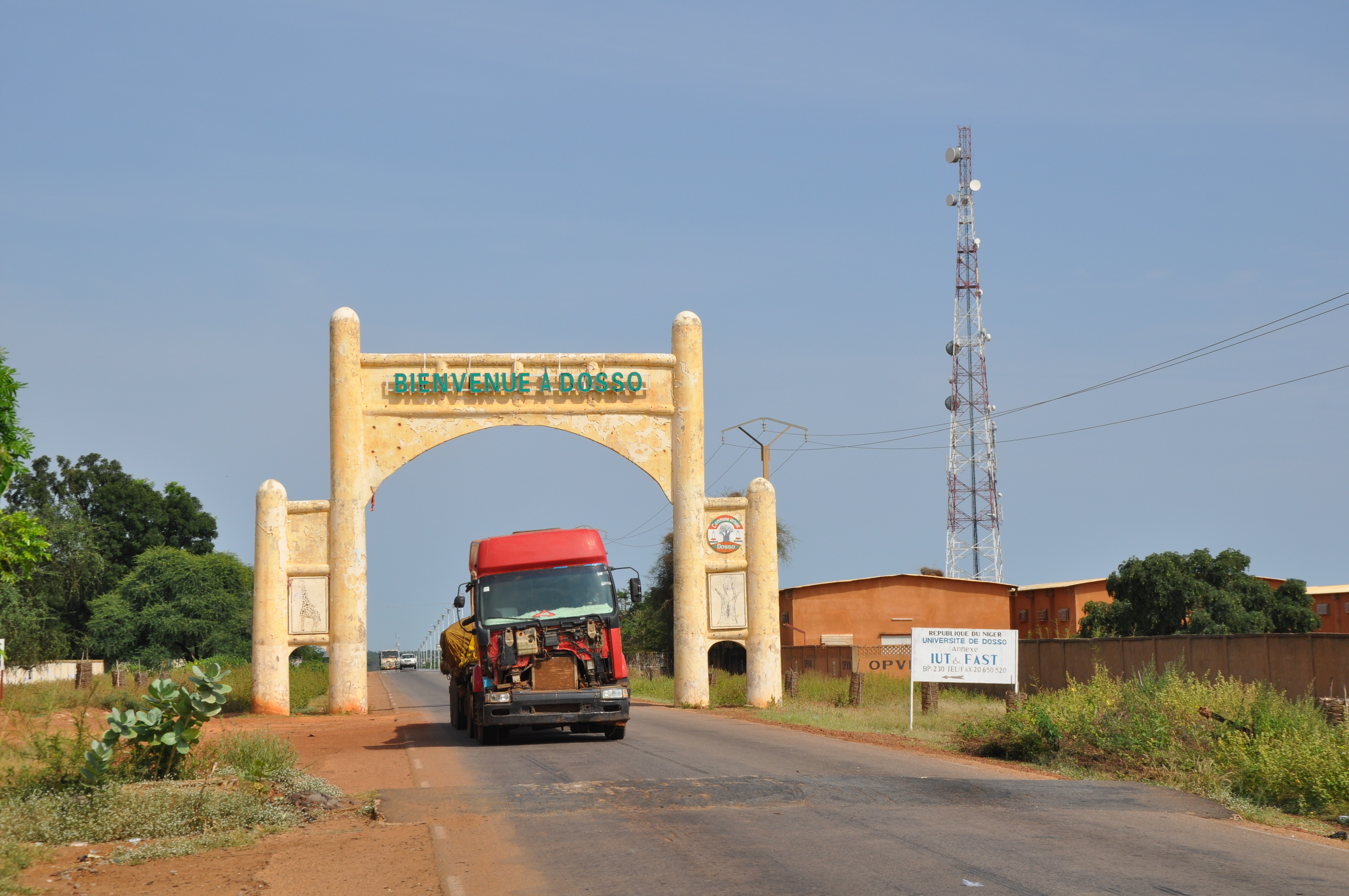
La route nationale 1 à Dosso.

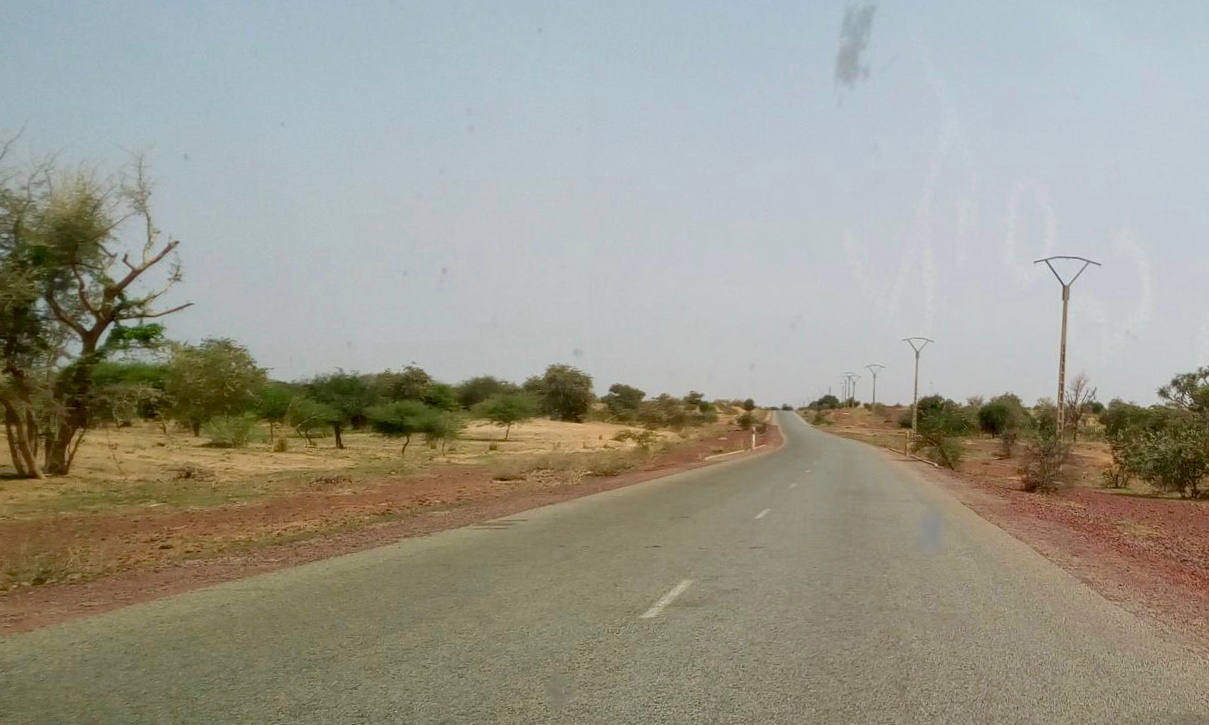
La route nationale 24 à Sargane.

|      | Mali – Ayérou – Tillabéri – Niamey – Margou Ganda – Dosso – Bolbol – Dogondoutchi – Bazaga – Birni N'Konni – Tsernaoua – Madaoua – Guidan-Roumdji – Maradi – Tchadoua – Takeita – Zinder – Mirriah – Guidiguir – Gouré – Goudoumaria – Djadjiri – Diffa – N’Guigmi – Tchad | 1601,7        | ✔       |         | ✔       | ✔       | ✔       | ✔       | ✔       | ✔       |
|      | N7 – Boureïmi | 109,1         |         |         |         | ✔       |         |         |         |         |
|      | Bolbol – Koré Maïroua | 109,1         |         |         |         | ✔       |         |         |         |         |
|      | Niamey – Bac Farié – Téra – Burkina Faso | 214,1         | ✔       |         |         |         |         |         | ✔       |         |
|      | Téra – Fonéko – Yatakala – Mali | 152,4         |         |         |         |         |         |         | ✔       |         |
|      | Niamey – Torodi – Burkina Faso | 119,5         | ✔       |         |         |         |         |         | ✔       |         |
|      | Dosso – Bénin | 156,4         |         |         |         | ✔       |         |         |         |         |
|      | N7 – Nigeria | 16,0          |         |         |         | ✔       |         |         |         |         |
|      | Maradi – Nigeria | 49,2          |         |         |         |         | ✔       |         |         |         |
| N 10 | Takeita – Nigeria | 69,8          |         |         |         |         |         |         |         | ✔       |
| N 11 | Nigeria – Zinder – Sabon Kafi – Tanout – Abalama – Agadez – Arlit – Assamaka – Algérie | 980,9         |         | ✔       |         |         |         |         |         | ✔       |
| N 12 | Magaria – Nigeria | 61,4          |         |         |         |         |         |         |         | ✔       |
| N 13 | Tinkim – Nigeria | 78,1          |         |         |         |         |         |         |         | ✔       |
| N 14 | Dosso - Mokko – Loga | 70,9          |         |         |         | ✔       |         |         |         |         |
| N 15 | Bagaroua – Badaguichiri | 124,2         |         |         |         |         |         | ✔       |         |         |
| N 16 | Madaoua – Bouza – Kéita – Route Tahoua–Agadez | 172,3         |         |         |         |         |         | ✔       |         |         |
| N 17 | Tachar Atéfun – Nigeria | 25,1          |         |         |         |         |         | ✔       |         |         |
| N 18 | Maradi – Nigeria | 54,4          |         |         |         |         | ✔       |         |         |         |
| N 19 | Tchadoua – Mayahi – Belbédji | 156,5         |         |         |         |         | ✔       |         |         | ✔       |
| N 20 | Gazaoua – Nigeria | 67,2          |         |         |         |         | ✔       |         |         |         |
| N 21 | Agadez – Bilma – Toummou | 1207,0        |         | ✔       |         |         |         |         |         |         |
| N 22 | Kao – Tchintabaraden – Tassara | 258,9         |         |         |         |         |         | ✔       |         |         |
| N 23 | N25 – Tabla – Loga – Dogondoutchi | 131,1         |         |         |         | ✔       |         |         | ✔       |         |
| N 24 | Niamey – Ouallam – Banibangou – Mali | 294,7         | ✔       |         |         |         |         |         | ✔       |         |
| N 25 | Niamey – Balleyara – Filingué – Talcho – Abala – Sanam – Tébaram – Tahoua – Abalak – Agadez | 868,0         | ✔       | ✔       |         |         |         | ✔       | ✔       |         |
| N 26 | Agadez – Assawas – Ingall – N25 | 156,2         |         | ✔       |         |         |         |         |         |         |
| N 27 | Niamey – Say – La Tapoa / Burkina Faso | 158,3         | ✔       |         |         |         |         |         | ✔       |         |
| N 28 | Birni-N’Konni – Nigeria | 6,7           |         |         |         |         |         | ✔       |         |         |
| N 29 | Tsernaoua – Dabnou – Tahoua – Barmou – Tama – Télemcès – Tillia | 273,5         |         |         |         |         |         | ✔       |         |         |
| N 30 | Kadata – Kornaka – Dakoro – Abalak | 231,5         |         |         |         |         | ✔       | ✔       |         |         |
| N 31 | Niamey – Kollo – Kirtachi | 101,2         | ✔       |         |         |         |         |         | ✔       |         |
| N 32 | Keita – Kangui – Dakoro – Belbédji – Samia – Sabon Kafi | 366,6         |         |         |         |         | ✔       | ✔       |         | ✔       |
| N 33 | Tillabéri – Ouallam – Farka – Filingué | 233,5         |         |         |         |         |         |         | ✔       |         |
| N 34 | N11 – Kellé – Gouré | 187,5         |         |         |         |         |         |         |         | ✔       |
| N 35 | Gaya – Falmey – Margou Ganda – Yéda – Winditane | 268,9         |         |         |         | ✔       |         |         | ✔       |         |
| N 36 | Dogondoutchi – Matankari - Bagagi - Souccoccoutane - Dogonkiria – Bagaroua – Tébaram | 165,9         |         |         |         | ✔       |         | ✔       |         |         |
| N 37 | Kornaka – Mayahi – Tessaoua | 129,6         |         |         |         |         | ✔       |         |         |         |
| N 38 | Balleyara – Banibangou | 150,3         |         |         |         |         |         |         | ✔       |         |
| N 39 | Gothèye – Méhana – Fonéko | 143,9         |         |         |         |         |         |         | ✔       |         |
| N 40 | Tessaoua – Belbédji | 94,0          |         |         |         |         | ✔       |         |         | ✔       |
| N 41 | Diffa – Nigeria | 5,2           |         |         | ✔       |         |         |         |         |         |
| N 42 | Maïné-Soroa – Nigeria | 5,2           |         |         | ✔       |         |         |         |         |         |
| N 43 | Arbre du Ténéré – Dirkou | 322,0         |         | ✔       |         |         |         |         |         |         |
| N 44 | Malbaza – Dabnou | 32,3          |         |         |         |         |         | ✔       |         |         |
| N 45 | Tessaoua – Dan Djirgaou – Ourafane – Yagagi – Gangara – Guézawa | 151,3         |         |         |         |         | ✔       |         |         | ✔       |
| N 46 | Matamèye – Korgom – N20 | 28,8          |         |         |         |         | ✔       |         |         | ✔       |